# Брестовец
Брестовѐц е село в Северна България. Намира се в Община Плевен, област Плевен.

## География
Село Брестовец се намира в централната част на Дунавската равнина на 7 км от град Плевен. Разположено е на хълмист терен между два естествени каньона, този на река Чернялка и река Тученишка, покрай който са оформени Защитената местност „Чернялка“ и Природен парк „Кайлъка“. Територията на селото е 1100 дка, а цялото землище е с площ 23 618 дка, от който 16 800 дка е обработваемата земя. Селото е обградено от местностите на изток Тученица, Кетипското, Вървището и Каракачица, на юг-Бели поляни, Рачова ливада и Каменишкото, на запад –Орехитеи на север – Бряста, Смильовец и Дъртите лозя.

## История
Селото се споменава като в османски регистри от 1479/80 година, като по това време е павликянско село с 44 домакинства.
В доклада на католическия епископ Филип Станиславов от 1659 г. се споменава, че в селото е имало павликяни, които били приели исляма. Къщите им били десет на брой.

## Природни и културни забележителности
Село Брестовец се намира близо до лесопарк „Чернялка“ – каньон с дължина около 10 км, през който минава едноименната река, с великолепна природа, множество пещери, извори.
Най-известна природна забележителност е кладенеца, изкопан в бордюр , над който е имало в миналото манастир. Чрез кладенеца обитателите на манастира са се снабдявали с вода.
В селото има читалище с богат литературен фонд. В центъра се намират кметството и начално училище. През април 2007 г. е осветен първият православен храм, параклиса „Свети Димитър“, построен с дарения от жители на селото и с помощта на средства от Община Плевен.